# Гюші-хан
Гюші-хан (*ᠭᠦᠦᠱᠢᠬᠠᠭᠠᠨ; 1582 — 1655) — 1-й володар Хошутського ханства в 1642—1655 роках. Відіграв провідну  роль в об'єднанні Тибету та встановленні теократичної влади Далай-лам.

## Життєпис

### Нойон хошутів
Походив з роду Джочі-Хасара. Третій син хошутского тайши Ханай-нойона Хонгора і Ахайя-хатун. Народився 1582 року, отримавши ім'я Тюрю-Баірлху (Торобайху). У 1594 році брав участь у поході на Туркестан. Став вірним адептом буддизму школи Гелуг.
1625 року підтримав старшого рідного брата Байбаґаса проти зведеного брата Чокура. 1630 року після загибелі Байбаґаса разом з іншим братом — Кенделен-Убаші — виступив проти Чокура, якому зрештою завдав поразки в запеклій битві на річці Тобол. Супротивник вимушен був мігрувати на захід. За цим Тюрю-Баірлху очолив хошутів.
В наступні роки відбувається протистояння Гюші з Хара-Хулою, тайджі Дербен-Ойрату, чим сприяв у 1634 році розпаду останнього. 1635 року здійснив паломництво до Лхаси, під час якого попередив напад монгольського війська на чолі із Арсаланом (прихильником Карма Каг'ю) на монастирі Гелуг. 1636 року Тюрю-Баірлху починає боротьбу проти джунгарського хана Батур-хунтайджі.

### Володар Тибету
В 1637 році Далай-лама V і Панчен-лама IV спорядили послів до тайджі хошутів по допомогу. Військо очолив Тюрю-Баірлху, яке того ж року в битві біля озера Кукунор завдало нищівної поразки Цогто-тайджі, прихильника Каг'ю. В результаті область навколо Куконора стала основним місцем розташування хошутів. За цим були підкорені тангути та область Амдо. У 1638 році Тюрю-Баірлху здійснив прощу до Далай-лами V, який надав хошутському тайджі титули «Тензін-Чок'ї Г'ялпо» («Володар законів і опора релігії»), Гюші («Керманич держави»). Сам хошутський очільник прийняв титул хана.
1639 року було підкорено Бері — хорське князівство-гегемон в регіоні Кхам, де був володарем Доньо Дордже, що переслідував буддистів. 1640 році його було схоплено і страчено. Після цього захоплено усю державу Бері. За цим хошути виступили проти Карма Тенкьона, правителя Цанґу (Центральний Тибет). Спротив тривав до 1642 року, коли було захоплено столицю супротивника — Шигацзе. Але Чоїнг Дордже, 10-й кармапа Каг'ю відмовився принести присягу вірності Далай-ламі V. У відповідь Гюші-хан наказав оточити гар (великий рухливий табір) Чоїнга Дордже в місцевості Ямдур. Після нетривалого спротиву хошути знищили усіх в ньому, але кармапі вдалося втекти на південь. Невдовзі вобласті Конґпо (південносхідний Тибет) почалося повстання, яке Гюші-хан жорстоко придушив, стративши 7 тис. прихильників Каг'ю. В результаті потуга школу Каг'ю була знищена. За цим Гюші наказав усі монастирі сект Каг'ю і Джонанг перетворити на монастирі Гелуг, а ченців школи Ньїнґма ув'язнити. Кордон підвладних земель прростягнувся до міста Тачинлу, де було розташовано тибетсько-хошутську митницю для зборів з торгівлі з китайцями.
Після цього Гюші-хан встановив свою владу над усіма районами Тибету і зайняв «високий трон тибетських імператорів». Втім, побоюючись виступу тибетців проти чужоземних правителів, він в 1642 році передав верховну владу над усім Тибетом Далай-ламі V, але суто номінально. Втім цивільна влада була передана деші (десріду) Сонам Раптену, який весь час таємно допомагав хошутам іспонукавдо знищення супротивниківсекти Гелуг. Натомість володар хошутів і його нащадки були проголошені спадковими правителями Тибету зі збереженням ними свого контролю над землями в Кукунор. Таким чином, Хошутське ханство встановило фактичну владу над Тибетом. Разом з тим відбулося об'єднання Тибету в єдину державу, що сталося після 1370 року.
Гюші-хан розташував літню ставку в області Дам, біля озера Намцо, а взимку часто відвідував Лхасу, де тепер перебував Далай-лама V. 1644 року Гюші-хан вирішив знищити бутанську школу Каг'ю на чолі із Нгванг Намґ'ялом, що став теократичним володарем. Проте внаслідок важкого клімату хошуто-тибетське військо зазнало чималих втрат й повернулося. У 1646 році було укладено мир з Бутаном, але 1647 року Гюші-хан знову спробував здолати Нгванг Намґ'яла, але марно.
Разом з тим невдовзі після встановлення влади в Тибеті до хошутів прибуло посольство від держави Цін, яке на той час захопило Внутрішню Монголію із запрошення Далай-ламі V і Гюші-ханові прибути до своєї столиці Мукден, що фактично означало визнання зверхності Цін. Хошути не відповіли на нього. Після захоплення маньчжурами Північного Китаю у 1645 році Далай-дама V отримав нове запрошення, на яке відгукнувся. Далай-лама V прибув до Китаю в 1652 році, і навесні 1653 року відбув на батьківщину. Імперія Цін визнала особливі відносини Тибету з Халхою, Джунгарією і Хошутськимм ханством.
Помер у січні 1655 року. Йому спадкував старший син Даян Очір-хан.